# 빌리 비처

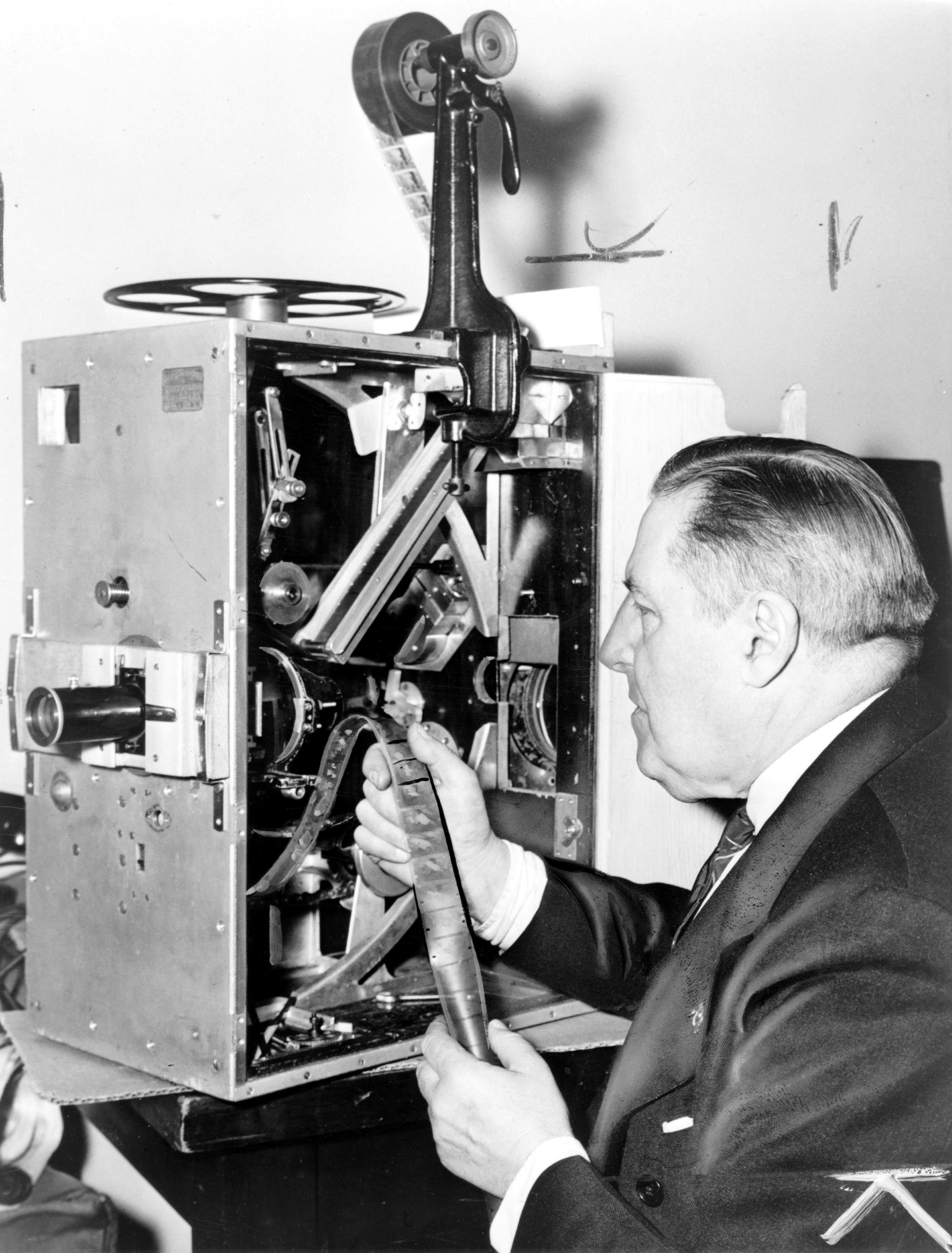
1935년 경 모습

빌리 비처(Billy Bitzer, 본명: Gottfried Wilhelm Bitzer, 1872년 4월 21일 ~ 1944년 4월 29일)는 미국의 촬영 감독이다. 데이비드 와크 그리피스와 함께 작업했다.

## 참여 작품
- 론리 빌라
- 어 코너 인 윗트
- 더 론데일 오퍼레이터
- 보이지 않는 적
- 픽 앨리의 총잡이
- 국가의 탄생
- 인톨러런스
- 흩어진 꽃잎
- 동부 저 멀리